# Cunén
Cunén est une ville du Guatemala dans le département du Quiché.